# Johannes van Eck
Johannes van Eck (20 april 1918 – 11 februari 1979) was een Nederlands politicus van de ARP.
Bij de uitgeverij Samson was hij adviseur mechanische financiële gemeente-administratie voor hij in september 1967 benoemd werd tot burgemeester van Brakel. Tijdens dat burgemeesterschap overleed Van Eck begin 1979 op 60-jarige leeftijd.